# Compendium Catechismi Catholici in Slavonica lingua per Questiones in gratiam Catholicae iuventutis propositum
Compendium Catechismi Catholici in Slavonica lingua per Questiones in gratiam Catholicae iuventutis propositum. Per fratrem Leonhardum Pacherneckerum, professum ac Sacerdotem caenobii Victoriensis almi Cisterdiensis ordinis. Graecii, Stryriae metropoli, apud Zachariam Barthchium. Anno 1574. (dobesedno slovensko Priročnik katoliškega katekizma v slovanskem jeziku, predložen v vprašanjih za katoliško mladino. Po bratu Lenartu Pacherneckerju, menihu in duhovniku vetrinjskega samostana, vzvišenega cistercijanskega rodu. V Gradcu, glavnem mestu Štajerske, pri Zahariju Bartchu. Leta 1574.) je prvi tiskani katoliški katekizem v slovenščini, ki pa ni ohranjen in zanj vemo le po Primožu Trubarju.
Katekizem je nastal kot odgovor na protestantska verska besedila in je verjetno imel tradicionalno zgradbo, torej temeljne krščanske molitve (Vera, Očenaš), nauk o zakramentih, deset zapovedi, glavni grehi, dela krščanskega usmiljenja ...